# Дрю Лармен
Дрю Роберт Лармен (англ. Drew Robert Larman, нар. 15 травня 1985, Кантон, Мічиган) — американський хокеїст, що грав на позиції центрального нападника.

## Ігрова кар'єра
Хокейну кар'єру розпочав 2002 року.
Протягом професійної клубної ігрової кар'єри, що тривала 7 років, захищав кольори «Флорида Пантерс» та «Бостон Брюїнс», а також низки команд нижчих північноамериканських ліг.
Загалом провів 26 матчів у НХЛ.

## Статистика
| Сезон        | Клуб                 | Ліга         | Регулярний сезон | Регулярний сезон | Регулярний сезон | Регулярний сезон | Регулярний сезон | Плей-оф | Плей-оф | Плей-оф | Плей-оф | Плей-оф |
| Сезон        | Клуб                 | Ліга         | І                | Г                | П                | О                | ШХ               | І       | Г       | П       | О       | ШХ      |
| ------------ | -------------------- | ------------ | ---------------- | ---------------- | ---------------- | ---------------- | ---------------- | ------- | ------- | ------- | ------- | ------- |
| 2002–03      | «Сарнія Стінг»       | ХЛО          | 67               | 4                | 14               | 18               | 25               | —       | —       | —       | —       | —       |
| 2003–04      | Сарнія Стінг»        | ХЛО          | 68               | 9                | 18               | 27               | 13               | 5       | 0       | 1       | 1       | 0       |
| 2004–05      | Сарнія Стінг»        | ХЛО          | 12               | 2                | 0                | 2                | 6                | —       | —       | —       | —       | —       |
| 2004–05      | «Лондон Найтс»       | ХЛО          | 58               | 11               | 10               | 21               | 28               | 18      | 3       | 4       | 7       | 8       |
| 2005–06      | «Флорида Еверблейдс» | ХЛСУ         | 6                | 0                | 0                | 0                | 4                | 8       | 4       | 2       | 6       | 4       |
| 2005–06      | «Рочестер Американс» | АХЛ          | 44               | 7                | 8                | 15               | 24               | —       | —       | —       | —       | —       |
| 2006–07      | «Рочестер Американс» | АХЛ          | 54               | 17               | 11               | 28               | 35               | —       | —       | —       | —       | —       |
| 2006–07      | «Флорида Пантерс»    | НХЛ          | 16               | 2                | 0                | 2                | 2                | —       | —       | —       | —       | —       |
| 2007–08      | «Рочестер Американс» | АХЛ          | 54               | 10               | 12               | 22               | 44               | —       | —       | —       | —       | —       |
| 2007–08      | «Флорида Пантерс»    | НХЛ          | 6                | 0                | 1                | 1                | 2                | —       | —       | —       | —       | —       |
| 2008–09      | «Рочестер Американс» | АХЛ          | 61               | 10               | 13               | 23               | 40               | —       | —       | —       | —       | —       |
| 2009–10      | «Провіденс Брюїнс»   | АХЛ          | 55               | 6                | 6                | 12               | 26               | —       | —       | —       | —       | —       |
| 2009–10      | «Бостон Брюїнс»      | НХЛ          | 4                | 0                | 0                | 0                | 0                | —       | —       | —       | —       | —       |
| 2010–11      | «Флорида Еверблейдс» | ХЛСУ         | 57               | 3                | 8                | 11               | 30               | 4       | 0       | 2       | 2       | 2       |
| Усього в НХЛ | Усього в НХЛ         | Усього в НХЛ | 26               | 2                | 1                | 3                | 4                | —       | —       | —       | —       | —       |